# Кудряшёв, Пётр Михайлович
Пётр Михайлович Кудряшёв (Кудряшов) (1797, Оренбургская губерния — 1827, Оренбург) — русский писатель, переводчик, публицист, историк, фольклорист.

## Биография
Родился в 1797 году в городе Верхнеуральск Оренбургской губернии в бедной семье. После окончания Верхнеуральского военного училища служил в местном гарнизонном батальоне унтер-офицером, писарем, переводчиком. С 1822 года — аудитор в Кизильском гарнизонном батальоне Оренбурга.
Интересовался бытом и культурой народов Оренбургской губернии. П. П. Свиньин называл его «певцом картинной Башкирии, быстрого Урала и беспредельных степей киргиз-кайсацких». В поэме «Абдрахман», повести «Абдряш» (1827), написанных по фольклорным мотивам, им были созданы героические образы башкирских батыров. В повести «Искак» (1830) была представлена широкая панорама жизни народов Башкортостана и рассказана история возникновения некоторых сёл. В статье «Предрассудки и суеверия башкирцев» (1826) он рассмотрел традиционные праздники, обычаи и верования башкир. В труде Кудряшёва «История Башкирии» содержатся сведения по этнографии, фольклору и истории башкирского народа. Им были опубликованы башкирские песни в переводе на русский язык под названием «Прощание башкирца с милой», «Песнь башкирца перед сражением», «Песнь башкирца после сражения», «К башкирской девушке». В сочинении «Сокрушитель Пугачева илецкий казак Иван» затронул тему Пугачёвского восстания.
Большинство произведений П. М. Кудряшёва были опубликованы в 1822—1830 годах в журналах «Вестник Европы», «Отечественные записки» и «Благонамеренный».
Был декабристом по своим убеждениям. Состоял в Оренбургском тайном обществе, с 1823 года возглавлял его. В 1827 году в результате доноса провокатора власти узнали о существовании общества, и 26 апреля 1827 года Кудряшёв был арестован. Однако незадолго до ареста он успел уничтожить бумаги общества и предупредить большинство его членов; в результате уже на следующий день он был освобождён. Спустя несколько дней, 9 (21) мая 1827 года во время судебного процесса над членами тайного общества он скоропостижно скончался.